# Імйонек
Імйонек (пол. Imionek, нім. Faulbruch) — село в Польщі, у гміні Піш Піського повіту Вармінсько-Мазурського воєводства.
У 1975-1998 роках село належало до Сувальського воєводства.